# Александар Божинов
Александар Божинов (болг. Александър Божинов) (24 лютого 1878, Свіштов — 30 вересня 1968, Софія) — болгарський художник, публіцист, письменник, карикатурист та ілюстратор.

## Біографія
Народився 24 лютого 1878 року у Свіштові. Закінчив початкову школу в Софії, а потім навчався в Мюнхені, Німеччина. Деякий час він редагував гумористичну болгарську газету «Българан». Публікував карикатури у «Вечірній пошті» та «Камбані». У 1929 був обраний членом-кореспондентом Болгарської академії наук, а 1939 — повноправним членом. Був членом Македонського науково-дослідного інституту.
Божинов вважається засновником карикатури як мистецтва в Болгарії. Його карикатури відрізняються різноманітними темами та дотепним текстом. Одні з його найпопулярніших карикатур направлені проти режиму Фердинанда. Персонажі мультфільмів Божинова Піжо й Пендо стали героями народного фольклору.
9 вересня 1944 відбулася значна переорієнтованість предмету його творів. Основною темою для Божинова став захист миру.
Писав вірші й фейлетони.
Помер 30 вересня 1968.